# Centistes xanthosceles
Centistes xanthosceles är en stekelart som beskrevs av Van Achterberg 1985. Centistes xanthosceles ingår i släktet Centistes och familjen bracksteklar. Inga underarter finns listade.